# Ginowan
Ginowan (japanska: 宜野湾市?, Ginowan-shi),  okinawianska: Jinoon, är en stad i Japan, och är belägen vid den sydvästra kusten på ön Okinawa som tillhör prefekturen med samma namn. Ginowan fick status som stad den 1 juli 1962. 